# Rennebach (Wipper)
Der Rennebach ist ein knapp 2 km langer, linker Zufluss der Wipper in Wipperdorf im Landkreis Nordhausen in Thüringen (Deutschland).

## Verlauf
Der Rennebach entspringt mehreren kleinen Quellen nördlich von Wipperdorf. Er fließt überwiegend in südliche Richtung. Im Ort unterquert der kleine Bach die Lindenstraße und die Straße der Einheit (L 1034). Schließlich mündet er südlich der Gemarkung in den Unstrut-Zufluss Wipper.